# Aéroport international de Palm Springs
L'aéroport international de Palm Springs, en anglais : Palm Springs International Airport (code IATA : PSP • code OACI : KPSP), est un aéroport de l'est de Palm Springs, en Californie.

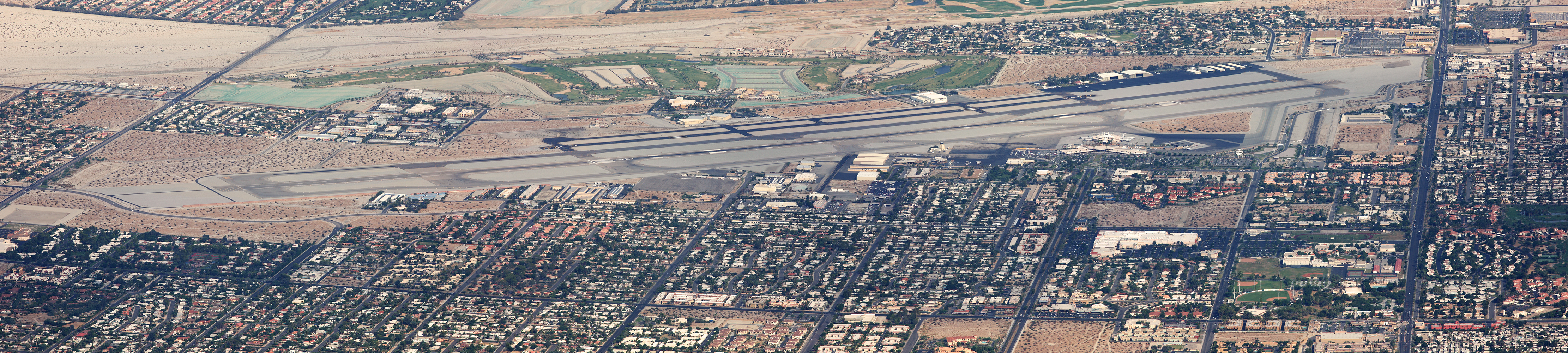
Aéroport international de Palm Springs.

## Situation
| Burbank Santa Rosa Arcata CA Long Beach Merced Santa Monica Fresno Los Angeles Palm Springs Sacramento San Diego San Francisco San Jose Oakland Ontario Santa Ana Monterey Chico Crescent City Imperial Inyokern Mammoth Lakes Carlsbad Bakersfield Modesto Redding San Luis Obispo Santa Barbara Santa Maria Stockton Visalia |